# Kee Marcello
Kee Marcello, pseudonimo di Kjell Hilding Lövbom (Ludvika, 20 febbraio 1960), è un chitarrista heavy metal svedese, divenuto famoso soprattutto per aver suonato in un breve periodo di tempo con gli Europe.

## Biografia
Entrò a far parte degli Europe nel 1986, sostituendo John Norum, e vi rimase fino al 1993. Il suo ingresso nella band coincise con l’inizio della promozione dell’album “The Final Countdown” dove, per l’intero tour suonò le parti di chitarra create e già in precedenza registrate da Norum. Con gli Europe incise due album: Out of This World e Prisoners in Paradise.
Dotato di grande capacità tecnica e raffinatezza stilistica, con il suo ingresso la band cambiò il proprio sound, in precedenza più cupo, in favore di sonorità maggiormente pop ed orecchiabili.
Con il trascorrere degli anni, Marcello suonò in vari gruppi e produsse album di svariati artisti. Prima di entrare negli Europe, suonava nella sleaze glam band Easy Action, con la quale registrò due album in studio. Nel 1985 Marcello produsse un singolo, Give A Helpin' Hand, per il progetto umanitario Swedish Metal Aid. La canzone fu scritta da Joey Tempest, cantante degli Europe. Quella fu la prima occasione in cui gli Europe e Kee Marcello collaborarono.
Nel 1995 Marcello registrò il suo primo album da solista Shine On, con influenze della west coast, un sound simile a quello degli Eagles. Nel 2003 formò una band, K2, e pubblicò con loro l'album Melon Demon Divine.
Nella notte di San Silvestro 1999 suonò a Stoccolma con gli Europe in formazione a 6 sullo stesso palco insieme a John Norum.
Nel 2005 effettua un tour italiano assieme al cantante Chris Catena con il quale intraprenderà una collaborazione che durerà negli anni.
Nel 2005 entrò di nuovo negli K2 con la cantante canadese Alannah Myles nel finale svedese dell'Eurovision Song Contest, per suonare la canzone We Got It All. La canzone guadagnò alcuni punti nella votazione ma non furono sufficienti per suonare anche alla finale internazionale.
Nel 2007 riforma gli Easy Action assieme a Zinny J. Zan.
Nel 2010 collabora con Pino Scotto nel brano "Morta è la città" dell'album Buena suerte.
Nel 2011 esce il nuovo album Redux: Europe, album contenente 16 brani con versioni di brani tratti dagli album the final countdown, out of this world, prisoners in paradise e nello stesso anno esce la sua autobiografia The rock star god forgot.
Nel 2013 collabora con Andrea Gargioni nel brano "Sometimes" dell'album NEED, in uscita su iTunes il 10 aprile.
Esce una biografia, durante la promozione della quale il chitarrista annuncia di voler far causa agli Europe per averlo escluso dalla riunione. Nel 2016 Marcello firma con l'etichetta italiana Frontiers records, un nuovo album che comprende 2 tracce dal demo di Prisoners in Paradise.

## Discografia

### Da solista
- 1995 - Shine On
- 2003 - Melon Demon Divine (come Kee Marcello's K2)
- 2011 - Redux: Europe
- 2013 - Judas Kiss
- 2016 - Scaling Up

### Con gli Easy Action
- 1983 - Easy Action
- 1986 - That Makes One

### Con gli Europe
- 1988 - Out of This World
- 1991 - Prisoners in Paradise

### Altri album
- 1978 - Stetson Cody Group - Rikskonserters Jazz/Rock 1978
- 1982 - Noice - Europa
- 1986 - Mikael Rickfors - Rickfors
- 1997 - Mikael Rickfors - Happy Man Don't Kill
- 2009 - Alex Falcone - AphasiA
- 2016 - Simone Cozzetto - Wide Eyes, Lost in the night, The Diamond (Sincom Music)
- 2017 - Chris Catena - Thank you (IMR)
- 2017 - Kee of hearts
- 2020 - Chris Catena's Rock City Tribe - Truth in Unity (Grooveyard Records)

2023 - Simone Cozzetto - Carved in Stone, Oblivion (Simone Cozzetto Oblvion Album)